# كي الثدي
كي الثدي (بالإنجليزية: Breast Ironing)‏ أو تسطيح الثدي (بالإنجليزية: Breast flattening)‏ هو قص أو تلفيق أو بالأحرى كي حلمتي ثديي الفتاة، وذلك باستخدام الصلب أو أشياء أخرى ساخنة في محاولة لجعلها تتوقف عن النمو أو حتى تختفي كُليا. هذا وقد بينت العديد من الدراسات أن نسبة كبيرة من عمليات كي الثدي قامت بها أًمهات لبناتهن المُراهقات وذلك قصد حمايتهن من التحرش الجنسي أو الاغتصاب أو حتى لمنعهن من الحمل المُبكر والذي من شأنه تشويه وتدمير شرف وسمعة العائلة. كما أشارت نفس الدراسات إلى أن هناك من الأمهات من قامت بذلك من أجل السماح لفتاتها بمواصلة التعليم والدراسة بدلا من أن تضطر إلى الزواج المبكر خاصة لو بلغت بسُرعة وفي سن صغير.
عملية كي الثدي لم تعد مُنتشرة بكثرة كما كانت من قبل، لكنها لا زالت تعرف انتشارا واسعا في أجزاء من دولة الكاميرون؛ وذلك بسبب الاعتقاد السائد هناك والذي يُفيد بأن كبر وبروز ثديي الفتاة دليل على استعدادها و«رغبتها» في ممارسة الجنس، لذلك تقوم بعض الأمهات «غصبا» عنها بكيِّ حلمات ابنتها لحمايتها. وكانت بعض التقارير قد أشارت إلى أن هذه الظاهرة لم تكن وليدة اللحظة بل عانت الفتيات في بريطانيا منها في وقت سابق. هذا وتجدر الإشارة إلى أن الأدوات الأكثر استخداما عند القيام بهذه العملية هي المدقة والتي عادة ما تكون خشبية، لكن هذا لا ينفي استخدام أدوات أخرى من قبيل جوز الهند الذي يتميز بصلابته، وكذلك الملاعق مثلا حيث يتم تسخينها على قنينة الغاز أو فوق الفحم ثم وضعها على حلمة الثدي لمنها من البروز.

## التاريخ
ينحدر كي الثدي من الممارسة القديمة لتدليك الثدي ويهدف أيضًا إلى مساعدة أحجام الثدي المختلفة وتقليل آلام الأمهات المرضعات عن طريق تدليك الثدي بالأشياء الدافئة. يستخدم الكاميرونيون هذه الممارسة الآن على الفتيات اللواتي يتطوّرن في سنّ أصغر بسبب سلامتهن المزعومة.

## مناطق الانتشار
تنتشر ظاهرة كي الثدي في مُعظم مناطق الكاميرون وكذلك أجزاء من غرب أفريقيا ووسطها، كما تنتشر -بشكل محدود- في البنين، تشاد، ساحل العاج، غينيا-بيساو، غينيا-كوناكري، كينيا، توغو والزمبابوي، وكانت موجودة في جنوب أفريقيا إلا أنها حُظرت بعد تنديد العديد من الجمعيات الحقوقية بهذه الظاهرة والضغط المتكرر على الحكومة من أجل سن مشروع قانون يمنع ويُعاقب أي شخص كيف ما كان نوعه وكيف ما كانت قرابته بالفتاة من كي ثديها.
سبب كي حلمات الثدي يختلف من منطقة إلى أخرى، فمثلا هناك من تقوم بهاته العملية لحماية نفسها، ثم إن هناك طوائف أخرى _كتلك المجموعات العرقية في الكاميرون_ تقوم بهذا اعتقادا منها أنه فرض واجب حسب ما جاء في الدين (مثل قضية ختان الأطفال في الإسلام)
في حزيران/يونيو 2006، خلصت دراسة استقصائية أجرتها وكالة التنمية الألمانية (GIZ) إلى أن أكثر من 5000 فتات كاميرونية قد تم كي حلمتيها، وقد شملت الدراسة عددا محدودا من النساء وفي منطقة معينة، وهذا يعني أن العدد أكبر بكثير؛ حيث رجحت نفس الدراسة أن ما يقرب من فتاة بين كل أربعة قد تم كي ثديها، وهذا يُشير إلى أن إجمالي النساء الذين قد تم كي ثديهم في الكاميرون يتجاوز 4 ملايين فتاة. وقد ذكرت _نفس الدراسة_ أن هذه العملية شائعة في المناطق الحضرية حيث الأمهات يخفن على بناتهن أكثر خاصة عندما يكن عرضة للاعتداء الجنسي. هذا وتجدر الإشارة إلى أن عملية كي الثدي ترتكز في جنوب شرق المنطقة الساحلية الكاميرونية؛ حيث أن 53% من نسائها ثم كي ثديهن في فترة من الفترات، وتعرف هذه الظاهرة انتشارا كبيرا بين النساء المسيحيات أو الإحيائيات (يرتكزن في الجنوب) مُقارنة بالنساء المسلمات (يرتكزن في الشمال) والذين يكدن لا يعرفن عن هذه الظاهرة شيئا، خاصة وأن أقل من 10% منهن قد تم كي ثديهن، ويُعزى عدم انتشار هذه الظاهرة في صفوف المسلمات إلى الزواج المبكر، ففي شمال الكاميرون يتم تزويج الفتاة المسلمة ما إن تبلغ وهذا يُجنبها بشكل أو بآخر من كي حلمتيها ومنع نضوجها.
عادت ظاهرة كي الثدي في الكاميرون للواجهة مرة أخرى، وذلك بسبب بلوغ الفتيات في سن صغيرة وبروز حلماتهن بشكل كبير ويُعزى هذا إلى التحسينات الغدائية التي عرفتها الكاميرون على مدى السنوات الـ 50 الماضية. وحسب مجموعة من التقارير فإن نصف الفتيات الكاميرونيات قد بلغن وانتفخ صدرهن في سن التاسعة، و38% منهن قد بلغن في سن الحادية عشر، بالإضافة إلى ذلك فمنذ عام 1976 والكاميرون تشهد انخفاضا كبيرا في نسبة النساء المتزوجات في سن التاسعة عشر، وكانت النسبة قد انخفضت من 50% إلى أقل من 20% بحلول سنة 2018، وهذا يؤدي على نحو متزايد إلى زيادة المدة بين المراهقة والزواج مما يعني زيادة نسبة تعرض الفتيات لكي الثدي.

## العواقب الصحية
عملية كي الثدي مُؤلمة للغاية، بل يُمكن أن تُسبب ضررا في الأنسجة، لكن لم تكن هناك أي دراسات طبية على آثاره؛ ومع ذلك فالخبراء في مجال الطب يُحذرون من أن هذه «العملية» قد تُساهم في سرطان الثدي، الكيسة وحتى الاكتئاب وربما تتداخل مع الرضاعة الطبيعية في وقت لاحق. أما الآثار الجانبية المُحتملة الأخرى فقد ذُكرت من قبل GIZ وهي تشمل التهابات حادة في الثدي، تشكيل الخراجات، إتلاف الثدي وعجزه عن القيام بوظيفته الأساسية وحتى الثانوية، أما استعمال أدوات حادة أو ساخنة عن اللزوم أو شيء من هذا القبيل فقد يُؤثر بشكل كبير على الثدي كما قد يسحق إحدى الغدد المتواجدة فيه، بالإضافة إلى عواقب صحية ونفسية أخرى.

## المعارضة
فضلا عن كون عملية كي الثدي خطرة، فهي أساسا غير فعالة في منع مُمارسة الجنس أو التأثير على الحمل، وكانت الوكالة الألمانية للتعاون الدولي (كانت تسمى آنذاك بالـ "GTZ") وشبكة الخالات (تُعرف اختصارا بريناتا) ومنظمات كاميرونيات غير حكومية أخرى تدعم الأمهات الشابات قد شنت حملة ضد كي الثدي، وطالبت وزارة المرأة بالتحرك الفوري والعاجل من أجل القضاء على هذه الظاهرة، كما دعت نفس المنظمات إلى ضرورة فرض عقوبات زجرية على كل من نفذ هذه العملية أو دعا النساء إليها؛ ومع ذلك فالحكومة الكاميرونية لم تستجب لكل هاته الدعوات وتركت الأمر كما كان عليه من قبل، لكن وفي المقابل فقد تظافرت جهود المجتمع المدني ونجحوا إلى حد ما في التحسيس بخطورة الظاهرة، خاصة جمعية المحامين في الكاميرون والتي أكدت على أنه إذا كانت هذه العملية خطرة وتُسبب ضررا حسب ما يقره الطبيب وثبت القيام بها من طرف أي جهة فإن العقوبة قد تصل إلى ثلاث سنوات في السجن شريطة أن تكون المرأة (الضحية) قد تقدمت بشكاية للسلطات المعنية بالأمر في غضون بضعة أشهر، ومع ذلك فمن غير الواضح ما إذا كان هذا القانون موجودا فعلا على أرض الواقع أم مجرد تشريعات على ورق خاصة أنه لا توجد حالات قد تدخل فيها القانون. وفي استطلاع رأي أجرته الوكالة الألمانية للتعاون الدولي بخصوص كي الثدي (استهدف النساء فقط)، أكدت 39% من النساء الكاميرونيات أنهن تعرضن له أو شاهدن فردا من عائلتهم يخضعن له، فيما أعربت 41% منهن عن دعمن لهذا الموضوع وعن رغبتهن في القضاء عليه، أما 26% فقد صوتوا بأنهن غير مباليات ولا يهتمن ما إذا كان الموضوع فعلا خطرا أم لا.

## العواقب الصحية
كي الثدي هو مؤلم للغاية ويمكن أن يسبب تلف الأنسجة. اعتبارًا من عام 2006، لم تكن هناك دراسات طبية واضحة عن آثاره. ومع ذلك، يحذر خبراء الطب من أنه قد يسهم في الإصابة بسرطان الثدي والخراجات والاكتئاب وربما يتداخل مع الرضاعة الطبيعية في وقتٍ لاحق من حياة الفتاة. 
تتضمن الآثار الجانبية المحتملة الأخرى التي أبلغت عنها وكالة التنمية الألمانية الإصابة بالتهابات الثدي وتشكيل الخراجات وتضخم الثديين واستئصال أحد الثديين أو كليهما. وتتراوح هذه الممارسة بشكلٍ كبير في شدتها من استخدام أوراق ساخنة للضغط على الثديين وتدليكها لاستخدام حجر الطحن لسحق الغدة في مهدها.
يمكن أن يسبب كي الثدي خوف النساء من النشاط الجنسي. قال الرجال إن فقدان الثدي ينتقص من التجارب الجنسية للنساء على الرغم من عدم تأكيد النساء لذلك.
بالإضافة إلى الآثار الجسدية، تعاني العديد من النساء من الصدمات النفسية بعد خضوعهن للكي. يشعر الضحايا وكأنهم معاقبون. قد يفقد الضحايا الثقة ويعتقدون أنه يجب ألا يكون لديهم ثديين.

## المعارضة
فضلًا عن كونها خطرة، توجّه العديد من الانتقادات لكي الثدي كونه ممارسة غير فعّالة لإيقاف الجنس المبكر والحمل. إن وكالة التنمية الألمانية وشبكة آنتيز وهي منظمة غير حكومية كاميرونية تدعم الأمهات الشابات وتشن حملة ضد كي الثدي وتدعمها وزارة النهوض بالمرأة والأسرة.
دعا البعض إلى قانون ضد هذه الممارسة ولكن لم يُمرر مثل هذا القانون في البلاد. ووفقاً لأحد المحامين الكاميرونيين، إذا قرر طبيب أن الضرر قد حدث للثدي، يمكن معاقبة الجاني بالسجن لمدة تصل إلى ثلاث سنوات شريطة الإبلاغ عن هذه المسألة في غضون بضعة أشهر. ومع ذلك، ليس من الواضح ما إذا كان مثل هذا القانون موجودًا بسبب عدم وجود حالاتٍ مسجلة لإنفاذ قانوني.
وجد استطلاع وكالة التنمية الألمانية أنه في عام 2006، عارضت 39% من النساء الكاميرونيات ممارسة كي الثدي حيث أعرب 41% عن دعمهن و 26% عبّروا عن أنهم غير مبالين.